# Neue Zürcher Zeitung

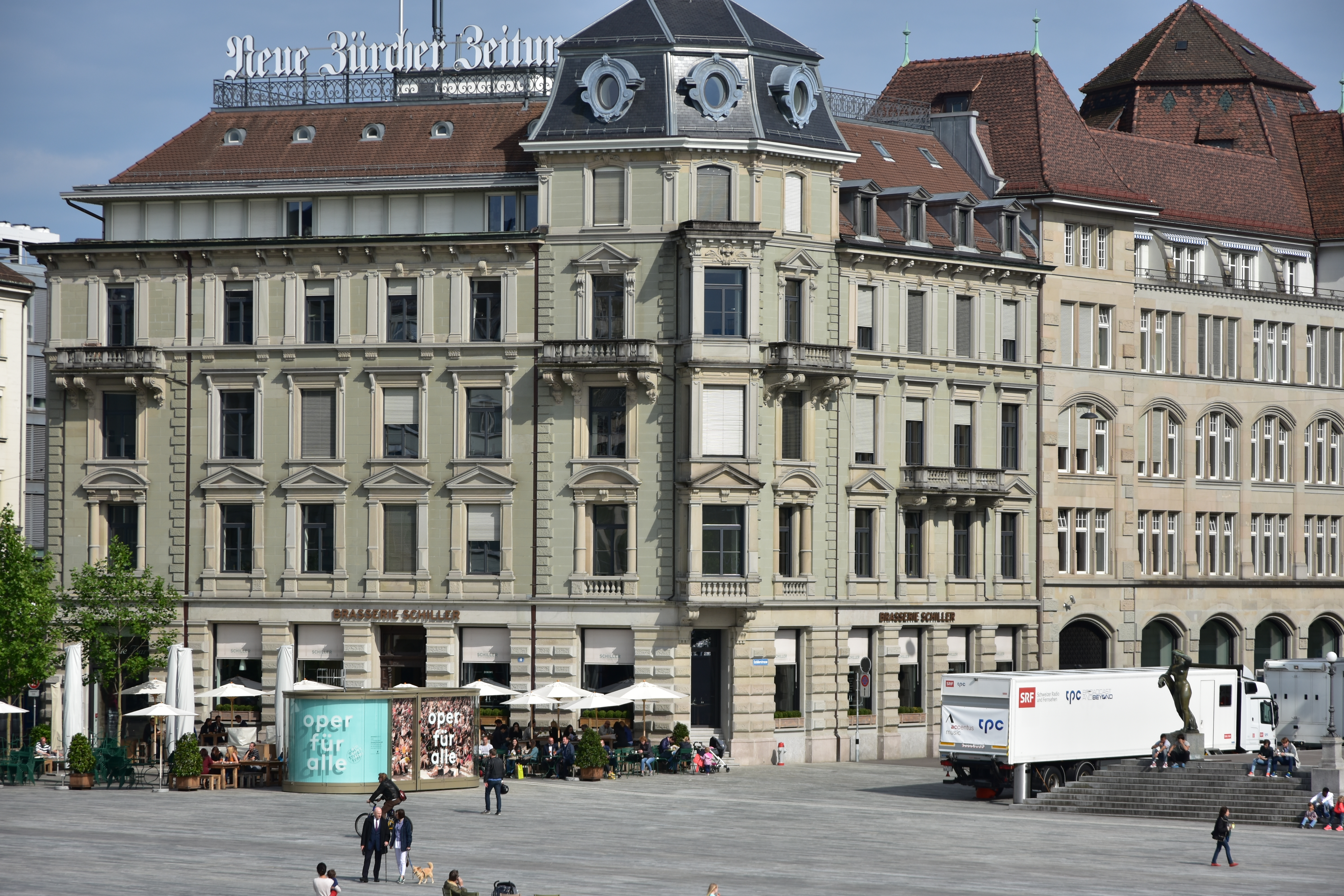
Sede central en Zúrich, desde la Sechseläutenplatz

El Neue Zürcher Zeitung (NZZ, en español: "Nuevo Periódico de Zúrich") es un periódico suizo, en alemán, publicado por NZZ Mediengruppe en Zúrich.
En 1780, la publicación del Neue Zürcher Zeitung supuso un enorme salto cualitativo en el mundo de la prensa escrita en alemán. Fijó unos estándares en la objetividad, profundidad en el tratemiento de las historias, con editoriales de alto nivel y reportajes detallados de música en el teatro, así como una sección de publicidad. Dichos estándares fueron replicados posteriormente por numerosas publicaciones.
En Suiza, es conocido por su alto grado de detalle en los artículos de asuntos internacionales, bolsa y por su profundidad y carácter intelectual.

## Historia
Uno de los periódicos más antiguos aún en circulación, fue publicado originalmente como Zürcher Zeitung, editado por el pintor y poeta suizo Salomon Gessner, el 12 de enero de 1780. En 1821 pasó a llamarse Neue Zürcher Zeitung.
Con la excepción del cambio de su tipo de letra negrita en 1946, el periódico ha permanecido prácticamente inalterado desde la década de 1930. No fue hasta 2005 cuando empezó a incluir imágenes en color, una evolución que se produjo mucho más tarde que en la mayoría de los demás periódicos. 
El periódico se centra en noticias internacionales, negocios, finanzas y alta cultura. Los reportajes y las historias de estilo de vida se presentan de forma minimalista.
Su orientación puede describirse como liberal y de centro-derecha.

## Tirada
En 1910, la tirada del Neue Zürcher Zeitung era de 18.100 ejemplares. Esta cifra aumentó a 47.500 ejemplares en 1930 y a 66.600 ejemplares en 1950.
En 1997, el Neue Zürcher Zeitung tenía una tirada de 162.330 ejemplares. En 2001, la tirada aumentó a 169.308 ejemplares. En 2009, la tirada era de 139.732 ejemplares.
En 2023, el NZZ tenía una tirada total certificada por la WEMF de 82.438 ejemplares vendidos u 89.766 ejemplares distribuidos al día y un alcance de 223.000 lectores (año anterior: 210.000).Su edición internacional, NZZ International, tiene un formato de periódico que suele constar de unas 40 páginas y se publica todos los días laborables. La edición está especialmente diseñada para lectores de países de habla alemana, por lo que tiene una proporción reducida de noticias suizas y, en consecuencia, se centra más en la política internacional.
El NZZ ha sufrido un fuerte descenso de la difusión debido a la digitalización. La tirada impresa pasó de 132.670 ejemplares en 2008 a 82.555 ejemplares en 2020. Esto corresponde a un descenso medio del 3,75 % anual. En los últimos años, la actividad impresa se ha estabilizado y la oferta digital se ha ampliado considerablemente. A finales de 2023, el NZZ contaba con un 60% de suscriptores solo digitales y solo un 20% de usuarios de la versión impresa.
En 2002, el periódico inició la publicación de una edición de fin de semana, NZZ am Sonntag (NZZ el domingo)[4]. La edición de fin de semana está dirigida por un equipo editorial distinto y engloba una mayor proporción de noticias blandas y contenidos de estilo de vida que su homólogo entre semana, un patrón observado en la mayoría de los periódicos suizos de fin de semana. En 2006, la tirada del periódico fue de 121.204 ejemplares.

## Premio
Neue Zürcher Zeitung recibió el Premio Erasmus en 1979.
En 2006, el periódico recibió el premio "21st Century Achievement Award 2006" (en español Premio Logros del Siglo XXI 2006) por la digitalización de su archivo, que consiste en más de 2 millones de páginas, empezando con su primera edición el 17 de enero de 1780.
En 2012, el NZZ am Sonntag fue galardonado con el premio al Periódico Europeo del Año en la categoría de semanario por el Congreso Europeo de Periódicos.